# Papermoon (Duo)
Papermoon war ein Wiener Duo, das mit Acoustic (Gitarre und Gesang), Folk und Pop in den 1990er Jahren besonders in Österreich Erfolge feierte. Ab 2015 führte Edina Thalhammer das Projekt als Solokünstlerin fort.

## Geschichte
Gegründet wurde das Projekt 1991 von Christof Straub (Gitarre) und Edina Thalhammer (Gesang). Nachdem 1992 ihr Song Night After Night häufig im österreichischen Radiosender Ö3 gespielt wurde, schlossen sie einen Plattenvertrag ab. Das erste Album wurde über 100.000 Mal verkauft (Doppelplatin). Die beiden Folgealben erreichten noch Gold. Die bekanntesten Titel sind Tell Me a Poem und Lucy’s Eyes. 1996 verließ Edina Thalhammer für beinahe sieben Jahre die Gruppe und wurde durch Roumina Straub und zeitweise auch Barbara Pichler ersetzt. In dieser Zeit wurden nur eine Maxi und ein Best-Of-Album mit drei neuen Titeln veröffentlicht. Edina Thalhammer versuchte 2002 mit dem Projekt „Tau“ eine Solokarriere zu starten. Seit 2004 bestand wieder die ursprüngliche Besetzung. Nach einer erfolglosen Nominierung für das Album Come Closer im Jahr 2005 wurde Papermoon 2006 für das Album True Love der Amadeus Austrian Music Award in der Kategorie „Gruppe Pop/Rock national“ verliehen. Das zehnte Album Lovebird ist gleichzeitig das letzte gemeinsame Album des Duos. Seit Sommer 2015 führt Edina Thalhammer das Projekt Papermoon mit neuen musikalischen Partnern an ihrer Seite weiter. Nach den durch Burn-out und Erschöpfung bedingten Absagen aller Konzerte im Herbst und Winter 2018 kündigte sie an, künftig nur mehr Studioalben produzieren zu wollen.

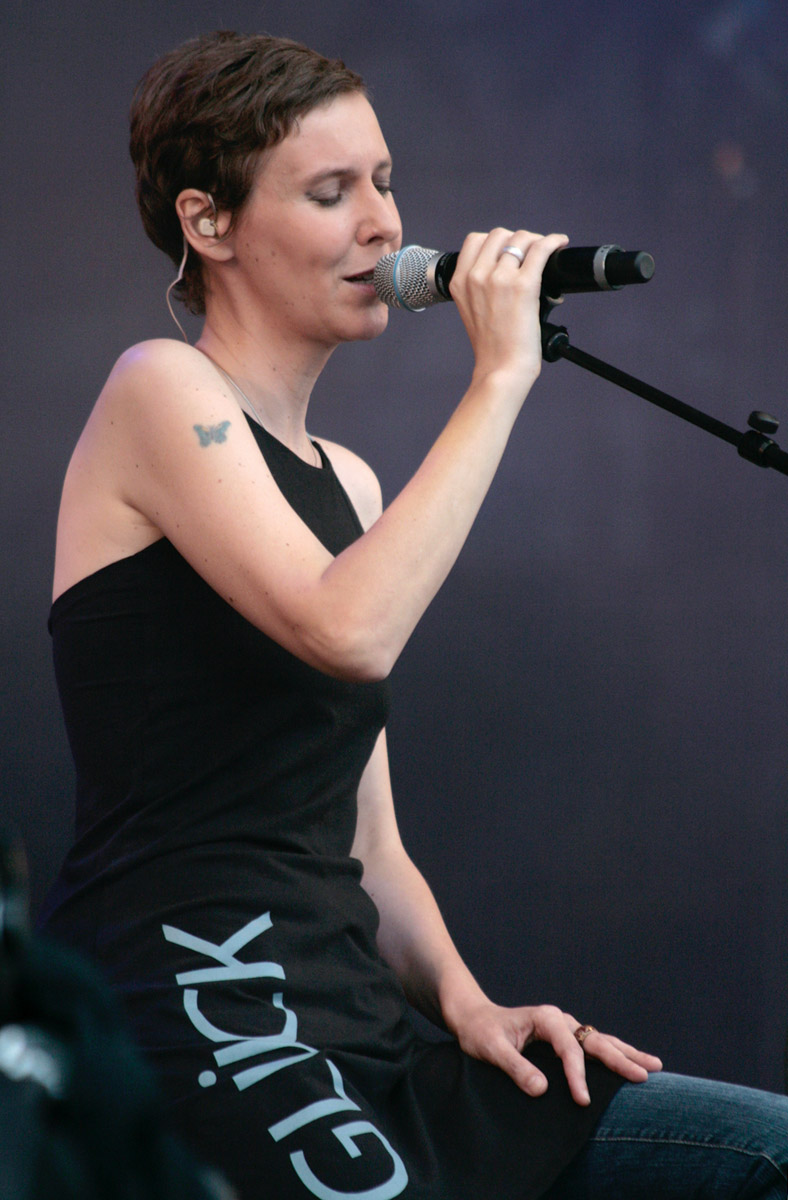
Edina Thalhammer
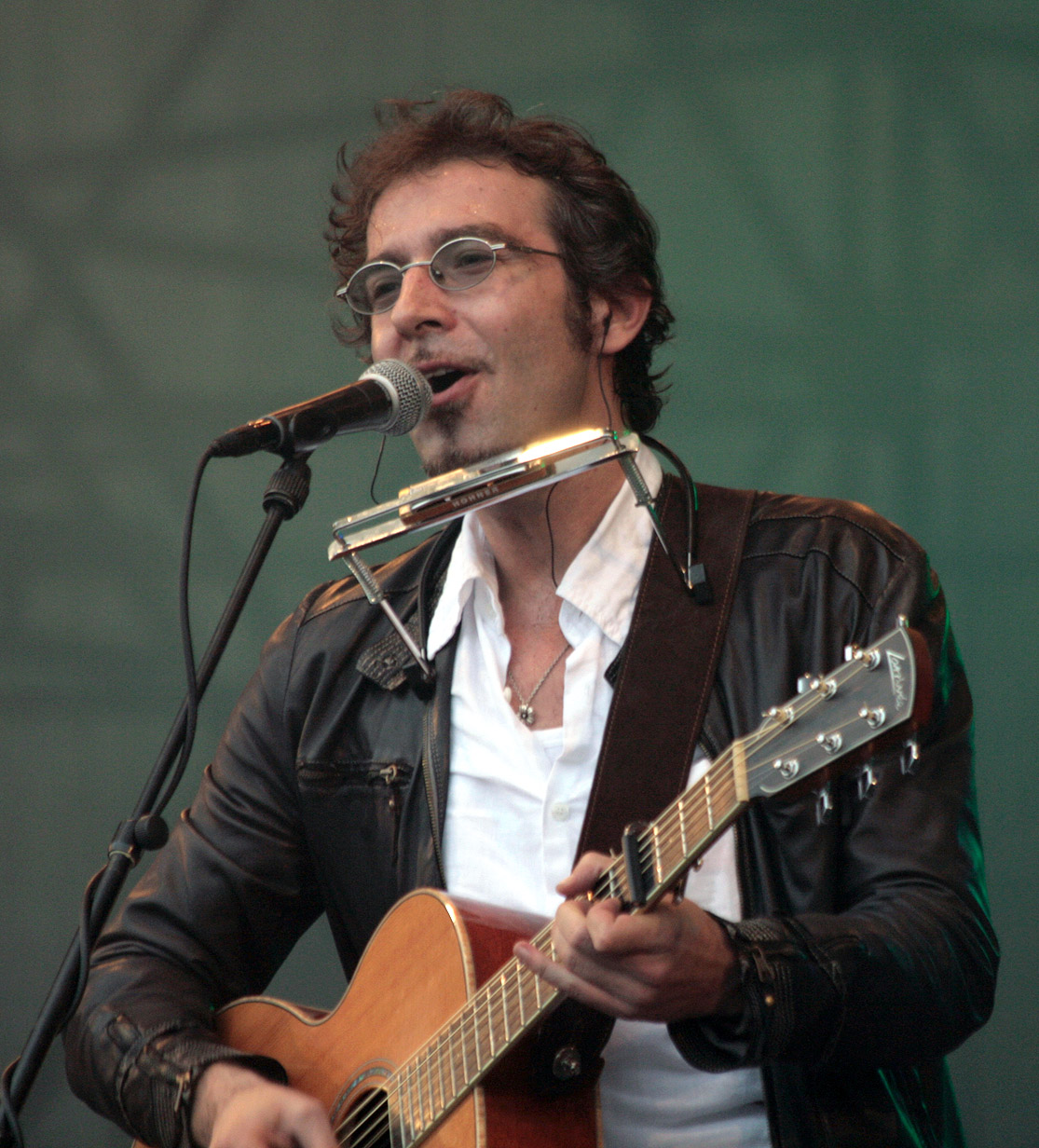
Christof Straub

## Diskografie

### Alben
- 1993: Tell Me a Poem
- 1994: The World In Lucy’s Eyes
- 1996: Papermoon
- 2004: Come Closer
- 2005: True Love
- 2006: Christmas Unplugged
- 2007: Verzaubert
- 2008: When the Lights Go Down
- 2011: Wake!
- 2013: Lovebird
- 2018: It’s Only a Papermoon

### Kompilationen
- 2002: Past and Present
- 2005: Austropop Kult

### Singles
- 1992: Tell Me a Poem
- 1993: Dancing Again
- 1994: Lucy’s Eyes
- 1995: Catch Me
- 1996: Blue Sky of Mine
- 1997: Sleep
- 1998: Come Dance with Me
- 2002: Doop Doop
- 2002: Doop Doop X-Mas
- 2004: I Was Blind
- 2004: On the Day Before Christmas
- 2007: Verzaubert (nur als eRelease)
- 2007: The Time Is Now
- 2008: The Fields of Summer
- 2011: Wake
- 2012: Vater, Father, mon pêre
- 2014: Lovebird (nur als eRelease)
- 2014: Leave It All Behind (nur als eRelease)